# وادي ثمران
وادي ثمران هو واد في تهامة بلقرن تسيل مياهه من جبال القوس متجهاً شمالاً حتى يرفد وادي الجوف من الجنوب، وعليه العديد من القرى لبلقرن ومنها حلة الشط، وقرية العمران، وقرية ثمران لعمارة، وقرية ثمران للجوف، وقرية القبل.